# Vicaire patriarcal
Un vicaire patriarcal est le vicaire général ou le représentant local d'un patriarche de l'Église catholique et de diverses églises orientales. 